# LUX 029
LUX 029 fue un evento de artes marciales mixtas producido por LUX Fight League, que se llevó a cabo el 9 de diciembre de 2022 en el Frontón México de Ciudad de México, México.

## Antecedentes
El evento estelar contó con una pelea por el Campeonato de Peso Ligero de LUX entre el campeón Sergio Cossio y Fernando «Pitbull» Martínez.
El evento coestelar fue una pelea por el Campeonato de Peso Gallo de LUX entre Marco Beltrán y José Roura.

## Resultados
1. ↑  Por el Campeonato de Peso Ligero de LUX
2. ↑  Por el Campeonato de Peso Gallo de LUX